# Schiffermuelleria albilabris
Schiffermuelleria albilabris är en fjärilsart som beskrevs av Philipp Christoph Zeller 1850. Schiffermuelleria albilabris ingår i släktet Schiffermuelleria och familjen praktmalar, (Oecophoridae). Inga underarter finns listade i Catalogue of Life.